# Jeffersoniaanse architectuur

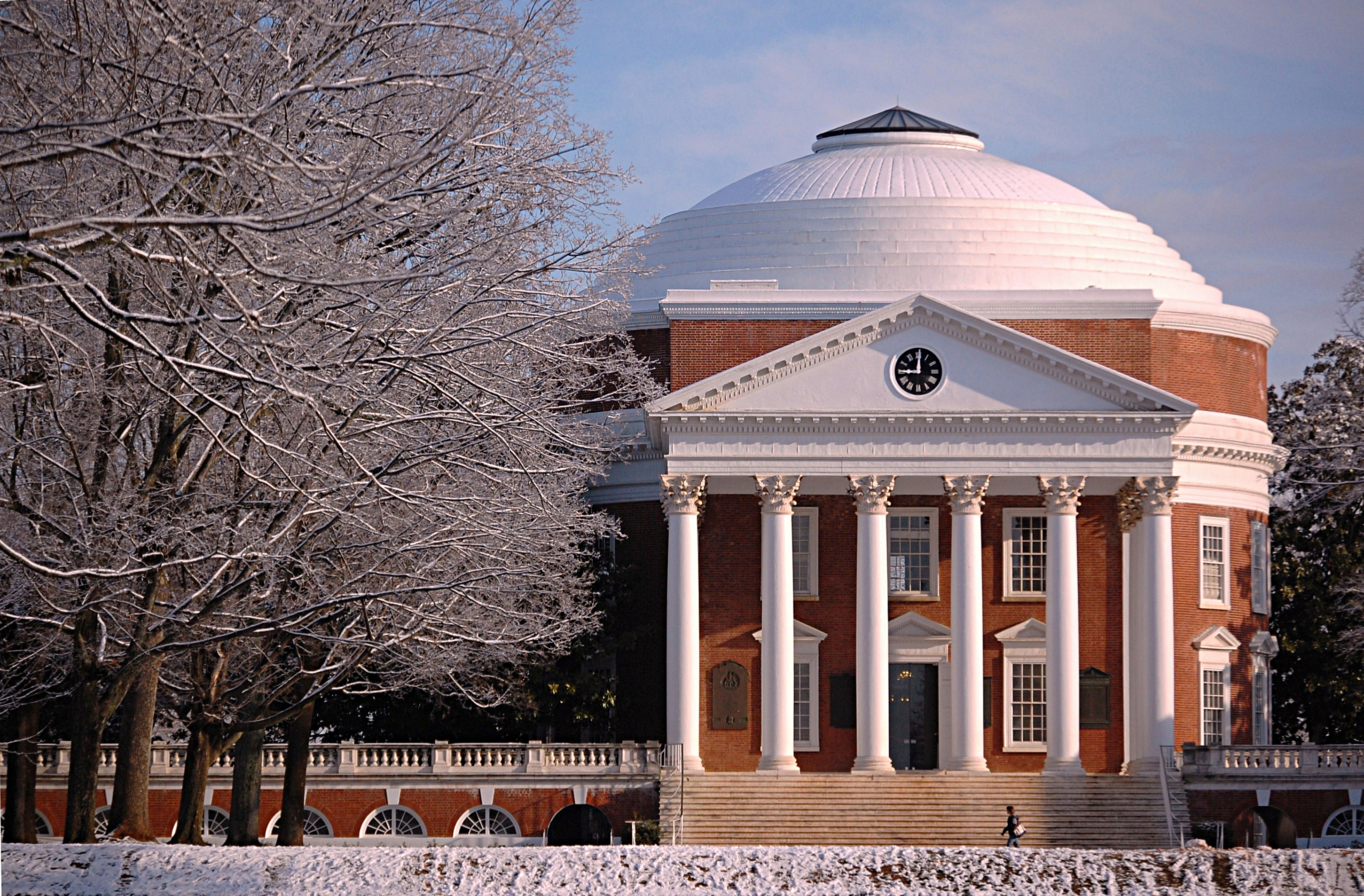
De rotunda van de Universiteit van Virginia in Jeffersoniaanse stijl

De jeffersoniaanse architectuur (Engels: Jeffersonian architecture) was een Amerikaanse vorm van het neoclassicisme en neopalladianisme, zoals die eind 18e en begin 19e eeuw werd uitgewerkt door de Amerikaanse president en uomo universale Thomas Jefferson.
Thomas Jefferson ontwierp zijn eigen landhuis Monticello en het plantagehuis Poplar Forest, de gebouwen van de Universiteit van Virginia en verschillende andere woningen van vrienden en politieke bondgenoten. De jeffersoniaanse stijl was erg populair in de periode kort na de Amerikaanse onafhankelijkheid, ongeveer gelijktijdig met de opkomst van de algemenere neoclassicistische architectuur in de Verenigde Staten. In de jaren 1830 geraakte zowel de neoklassieke Jeffersoniaanse stijl als de klassieke federale stijl uit de mode, en raakten neo-Grec, neogotiek en italianiserende stijl ingeburgerd. De stijl werd wel nog toegepast in protestantse kerken aan de oostkust en op een aantal universiteitscampussen in de zuidelijke staten.
In 1987 werden Monticello en de Universiteit van Virginia erkend als UNESCO Werelderfgoed. Zowel Poplar Forest als het Capitool van Virginia staan momenteel op de lijst van mogelijke erfgoedsites.

## Kenmerken
Een typisch kenmerk van de bouwstijl is het gebruik van achthoeken. Andrea Palladio gebruikte ze nooit, maar Jefferson maakte er een motief van in zijn architectuur. Zo is de koepel van Monticello achthoekig en is het hoofdgebouw van Poplar Forest een achthoek.
Daarnaast maakte Jefferson veelvuldig gebruik van de Palladiaanse voorkeur voor symmetrische vleugels rond een centraal gedeelte. De hoofdingangen bestaan meestal uit een portico met fronton. Jefferson maakte gebruik van de klassieke bouwordes en moulures, vooral de Toscaanse orde. Andere terugkerende elementen zijn de bel-etages, uitvoerig gebruik van rode baksteen, witgeverfde zuilen en randen, Chinees hekwerk en verborgen trappen, in plaats van grandiose traphallen.

## Bouwwerken
Deze lijst is niet volledig.

### Ontworpen door Jefferson

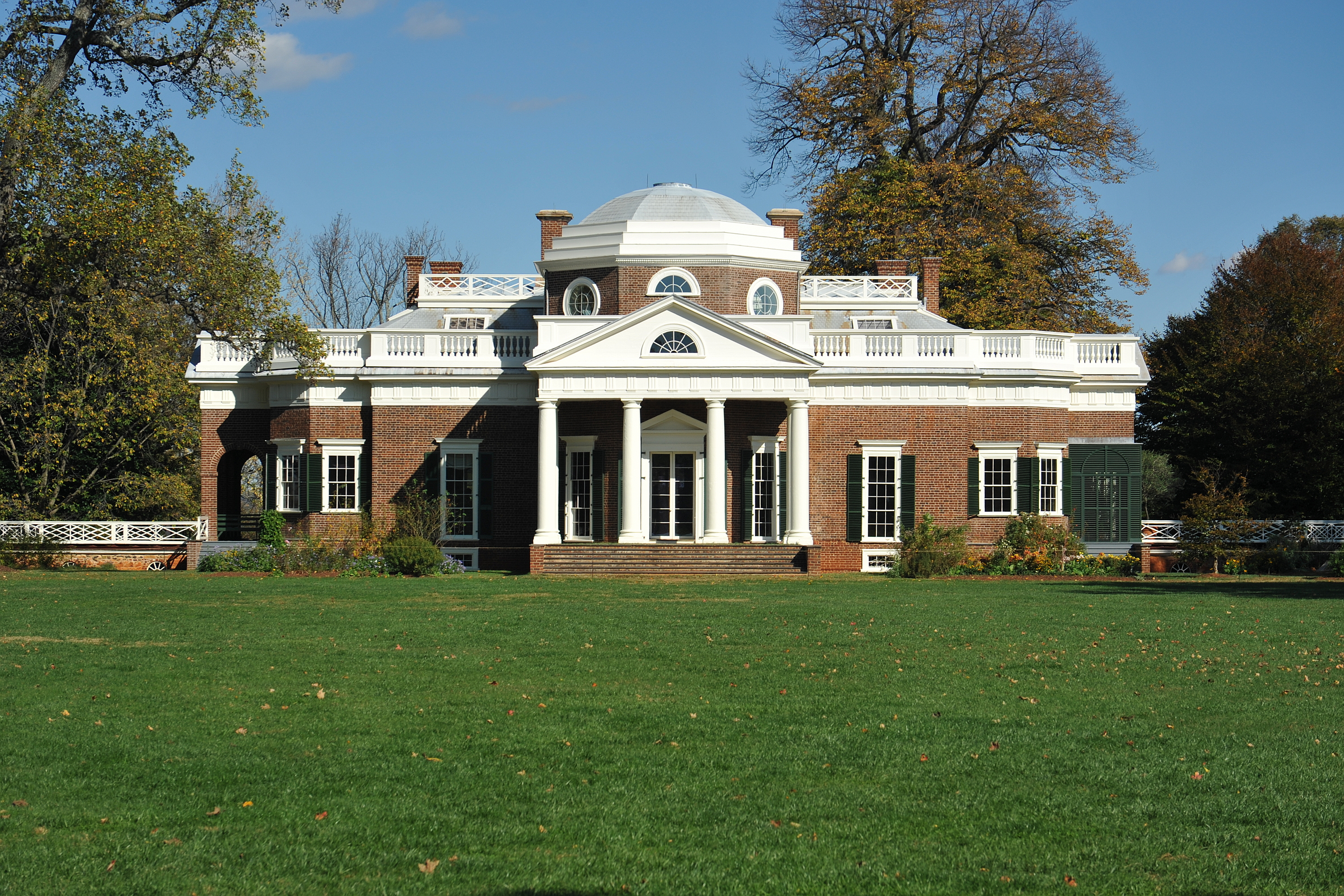
Monticello (gebouwd 1794-1805) was het landgoed van Thomas Jefferson. Het is tegenwoordig een symbool van zijn presidentschap en nalatenschap en is erkend als Werelderfgoed.
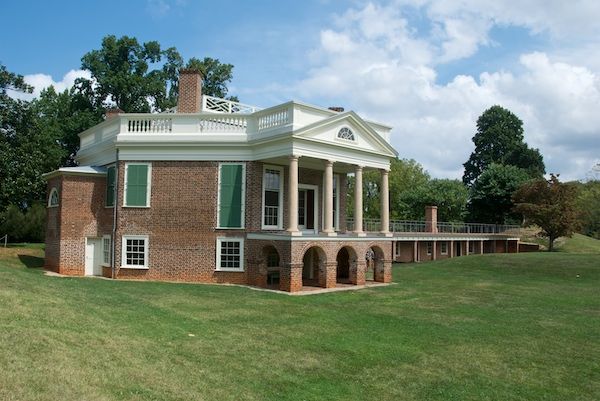
Poplar Forest (1806-1826) was Jeffersons plantage met plantagehuis in Forest (Virginia), ontworpen als terugtrekkingsoord.
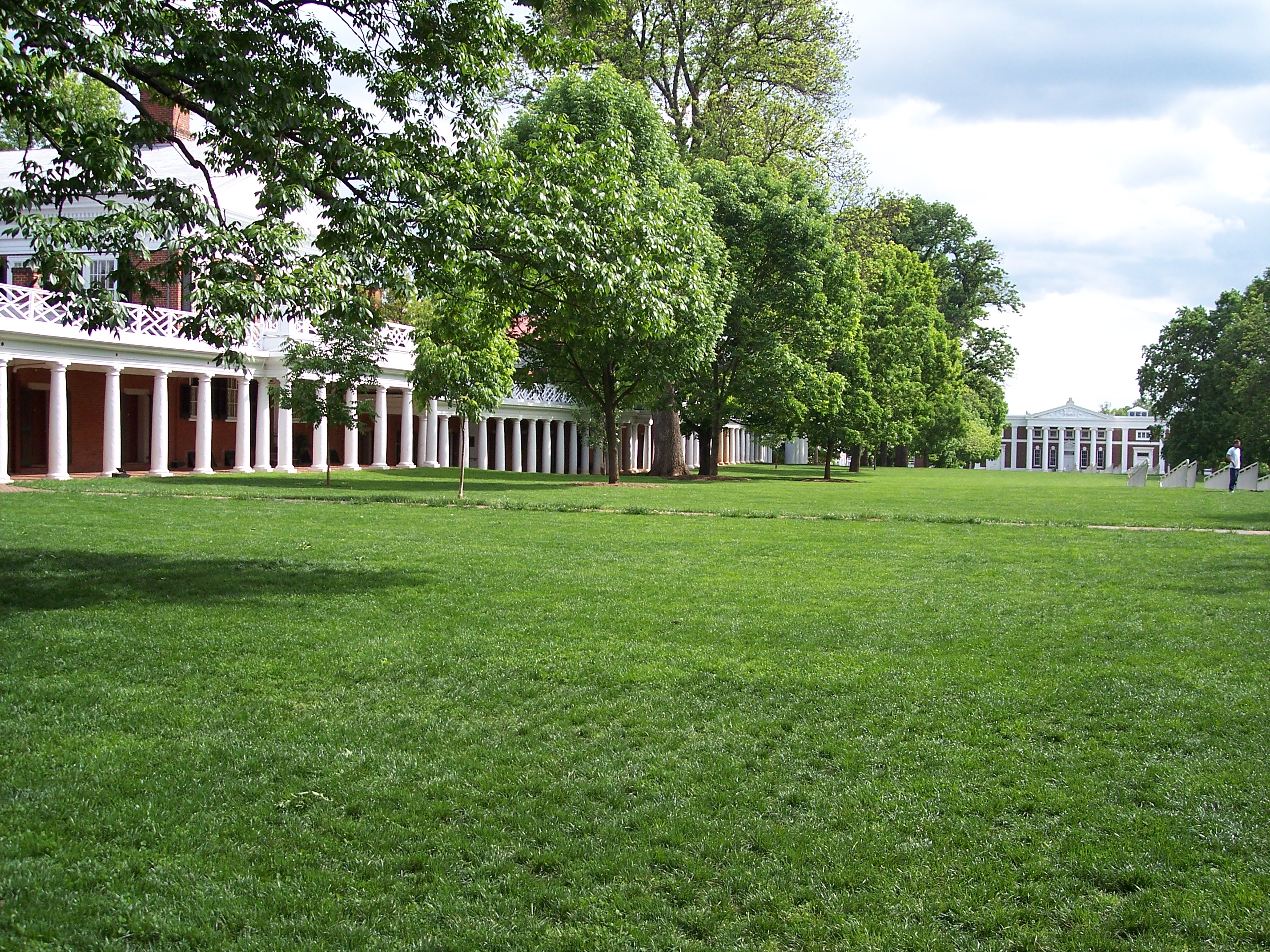
The Lawn (1817) is de naam voor het centrale grasplein van de Universiteit van Virginia. Jefferson ontwierp zowel het plein als de omliggende gebouwen (de Academical Village) in Jeffersoniaanse stijl.
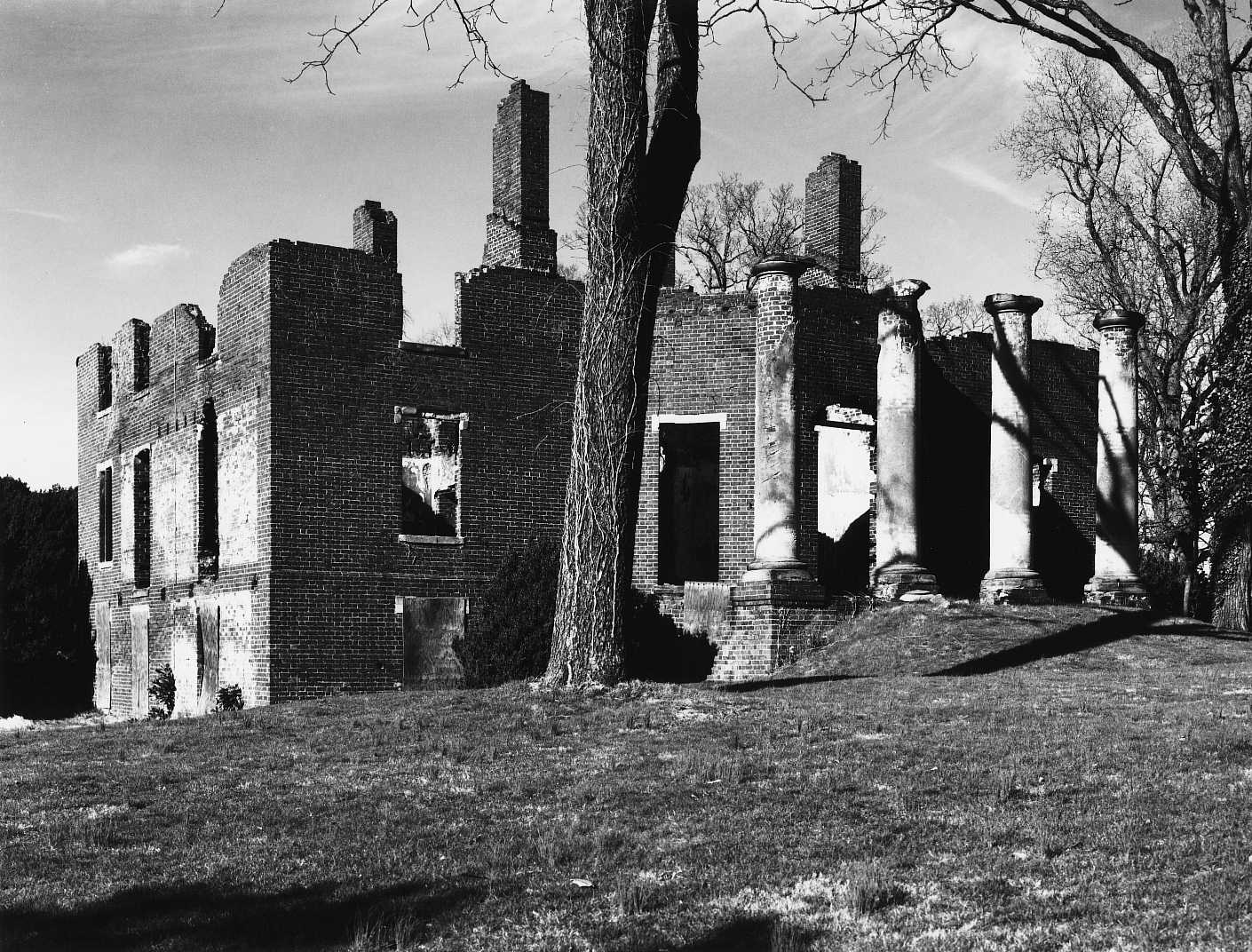
Barboursville (voltooid ca. 1822) was het landgoed van Jeffersons vriend en collega-politicus James Barbour. In 1884 brandde de woning af en sindsdien worden de ruïnes in stand gehouden als toeristische attractie.
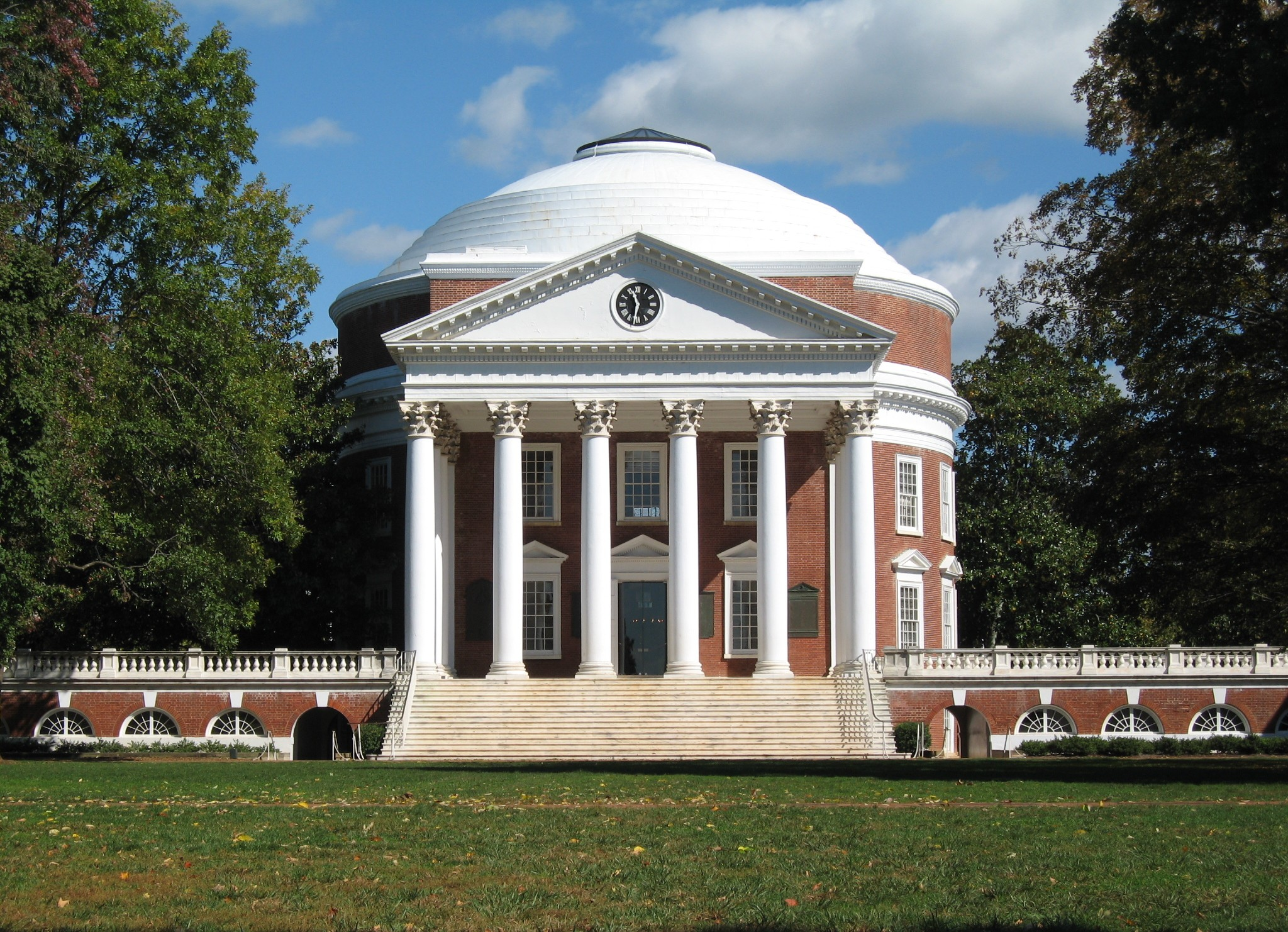
De Rotunda (1822-1826) is het meest iconische gebouw op de campus van de Universiteit van Virginia. Het brandde af in 1895 maar werd herbouwd in 1898-1899. Samen met Monticello behoort de Rotunda tot het UNESCO Werelderfgoed.

### Direct beïnvloed door Jefferson

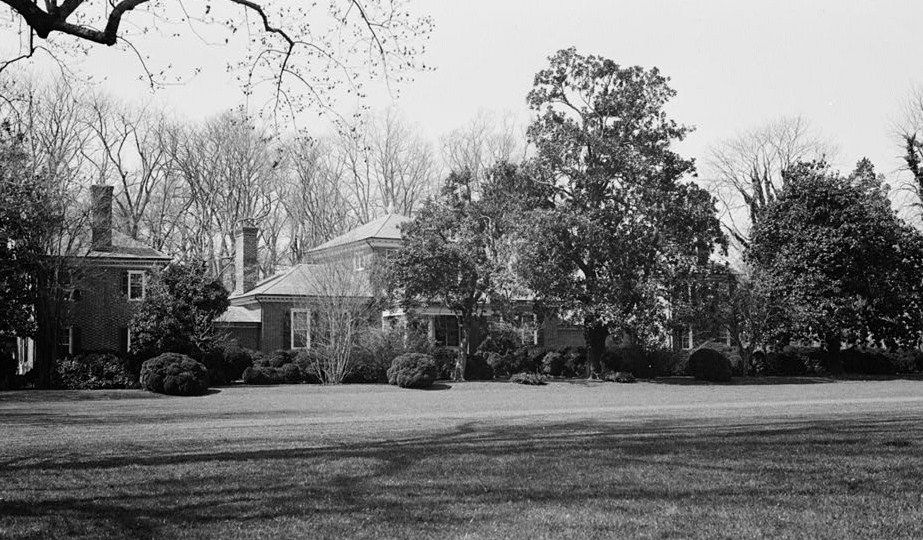
Het manor house van de Lower Brandon Plantation (jaren 1860) is mogelijk een ontwerp van Thomas Jefferson.
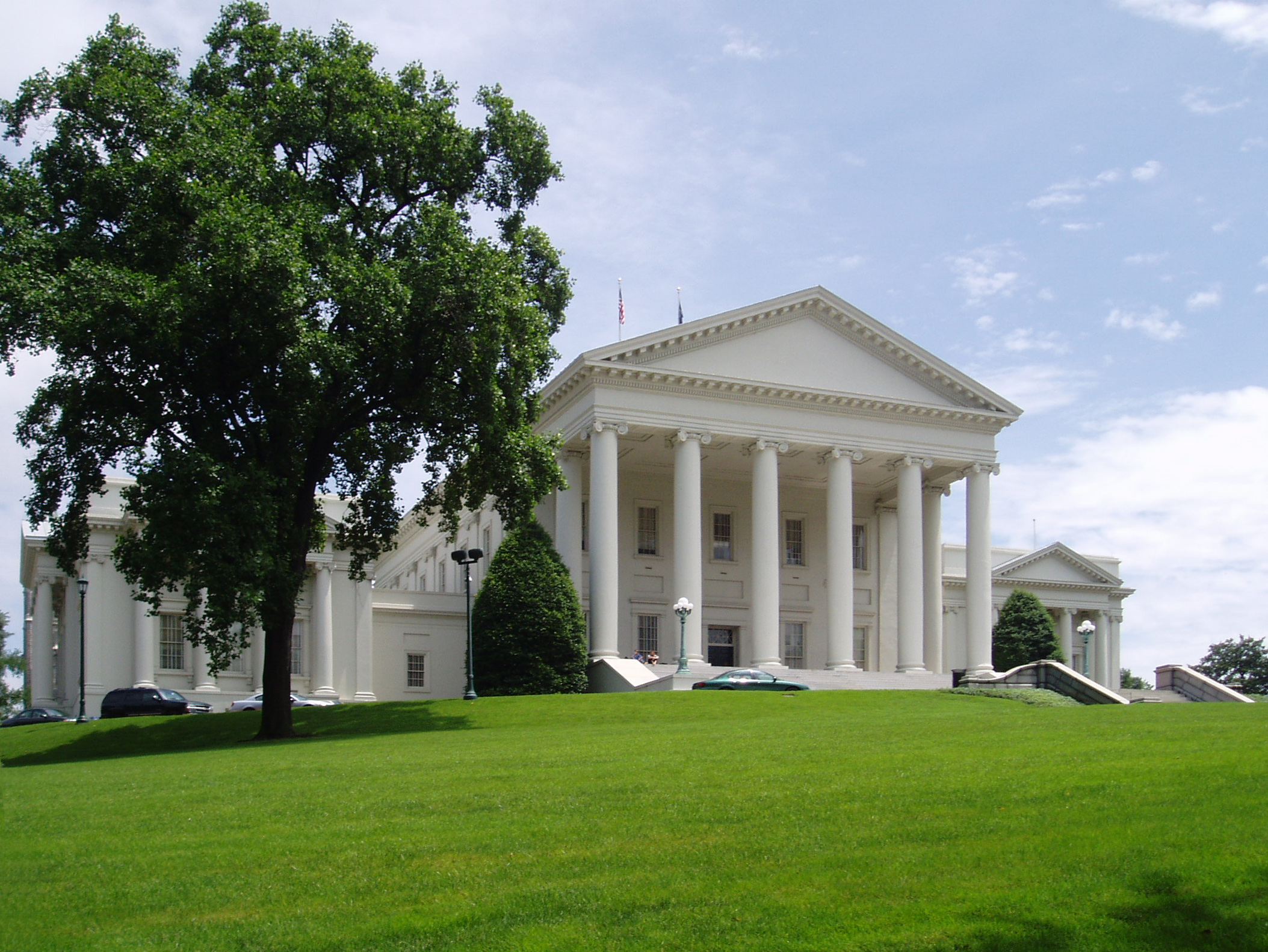
Het Capitool van Virginia (1785-1788) is gebaseerd op een ontwerp van Jefferson, die zich liet inspireren door het Franse Maison Carrée.
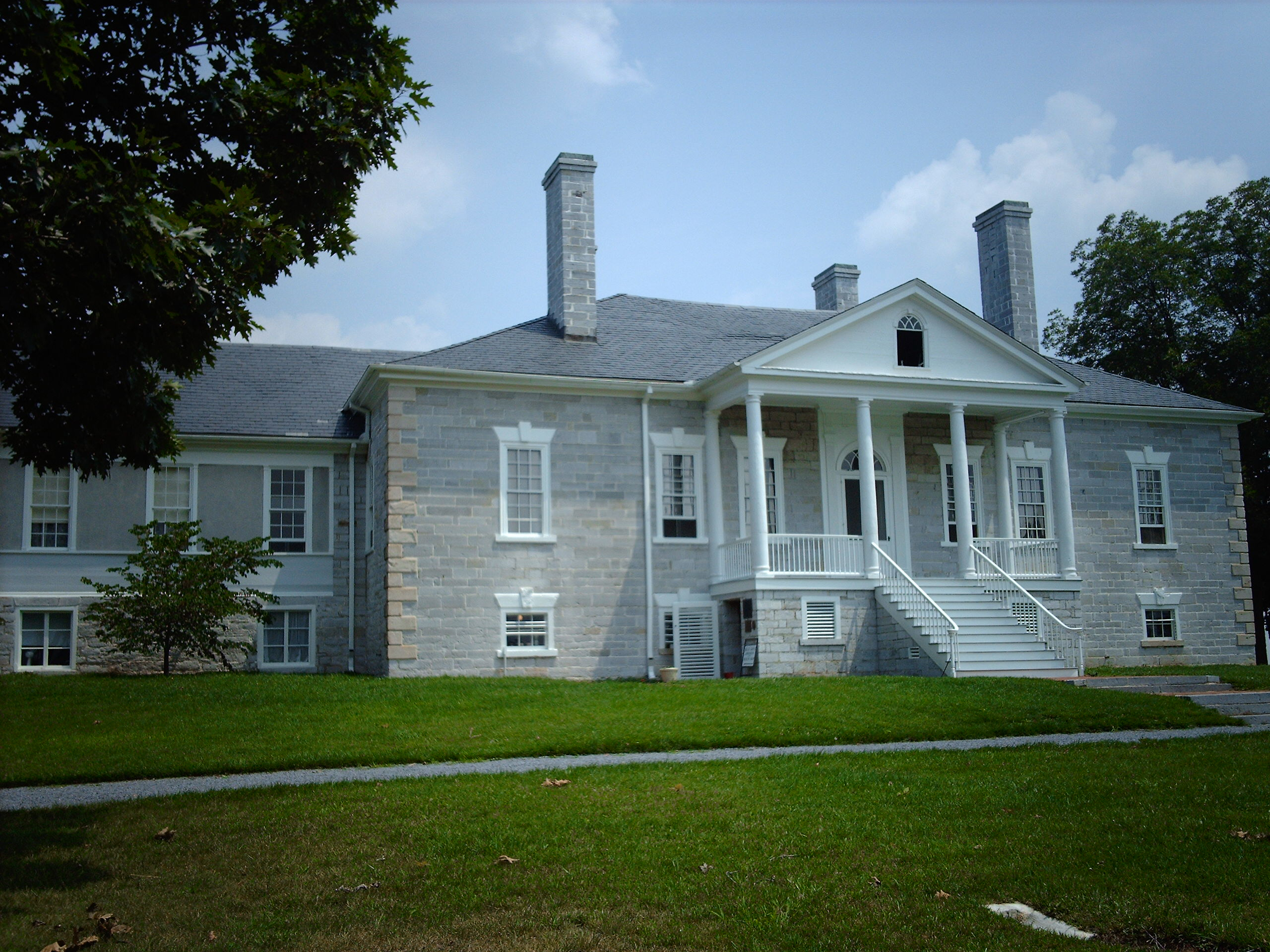
Het landhuis van de Belle Grove Plantation (1794–1797) is opgetrokken in federale stijl. Doordat Jefferson geconsulteerd werd, zijn er verschillende Jeffersoniaanse invloeden ingeslopen.
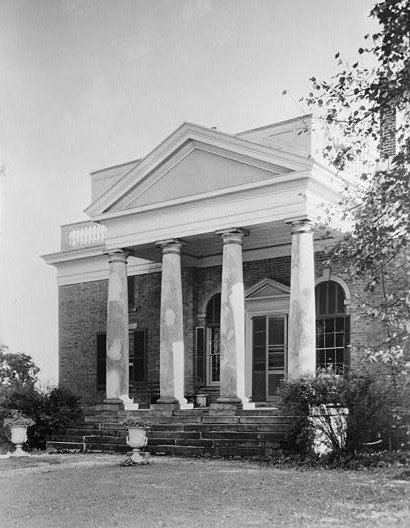
Ook voor het ontwerp van het Bremo Plantation-landhuis (1819) werd Jefferson geconsulteerd.

### Indirect beïnvloed door Jefferson

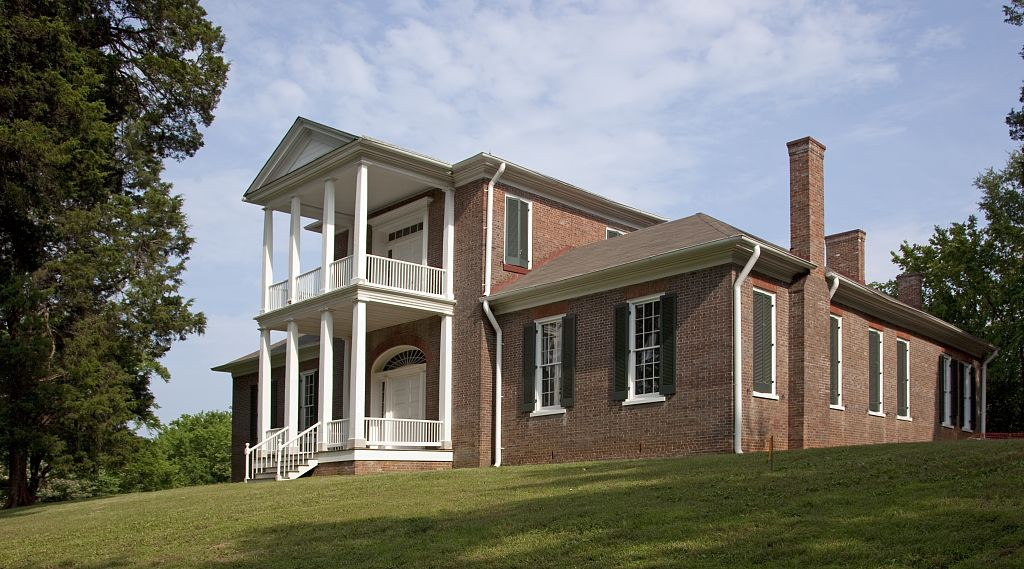
Belle Mont (1828-1832) is een plantagehuis in het diepe zuiden van de Verenigde Staten en een van de weinige resterende duidelijk Jeffersoniaanse bouwwerken in die regio.
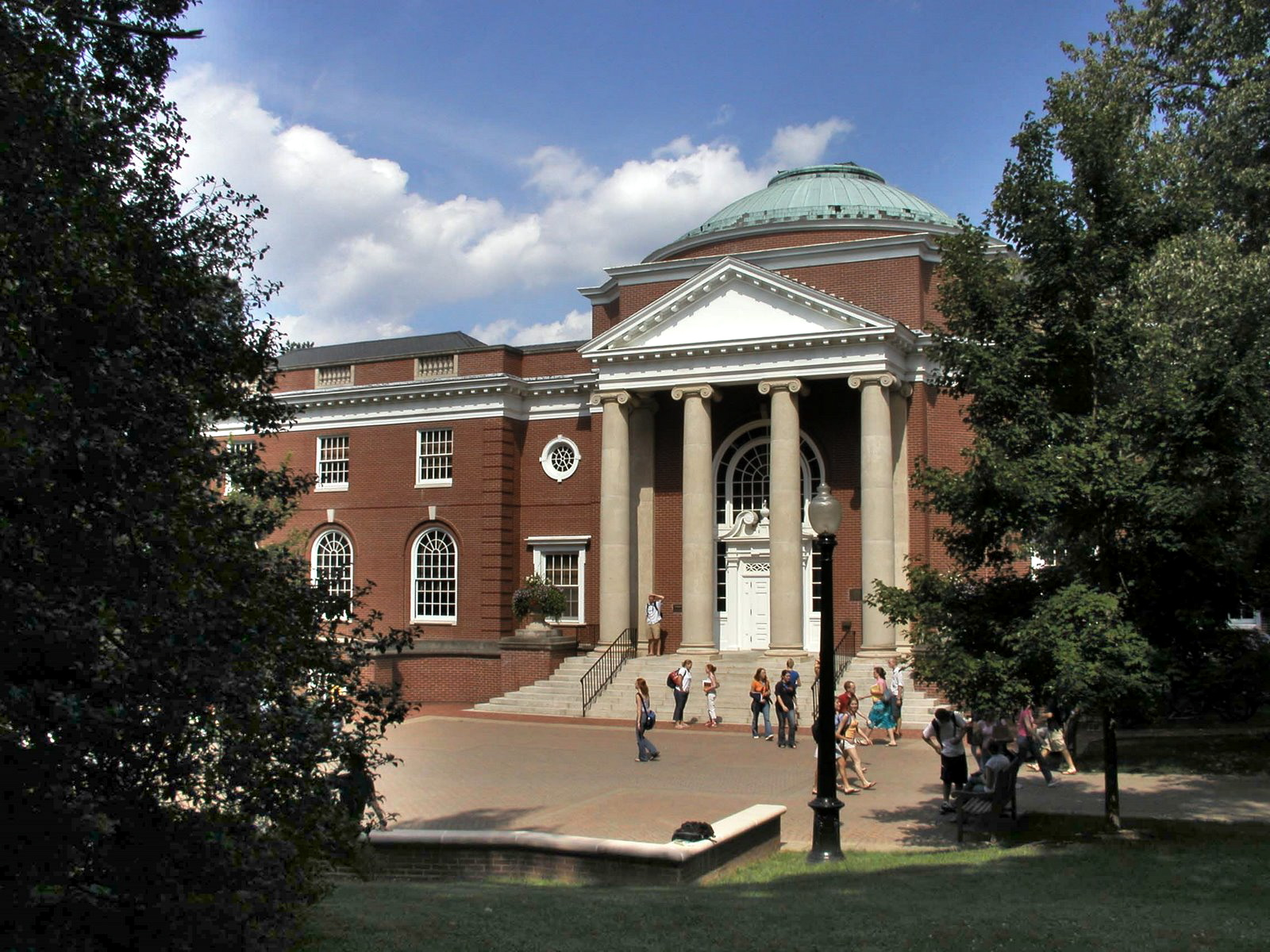
Verschillende bouwwerken op de campus van de Universiteit van Mary Washington (na 1908) zijn opgetrokken in Jeffersoniaanse architectuur.
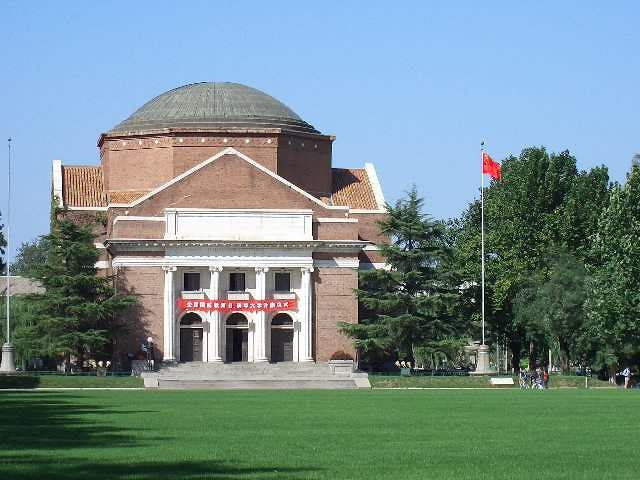
Het Grand Auditorium (1917) van de Chinese Tsingua-universiteit is gemodelleerd naar de bouwstijl van Thomas Jefferson.
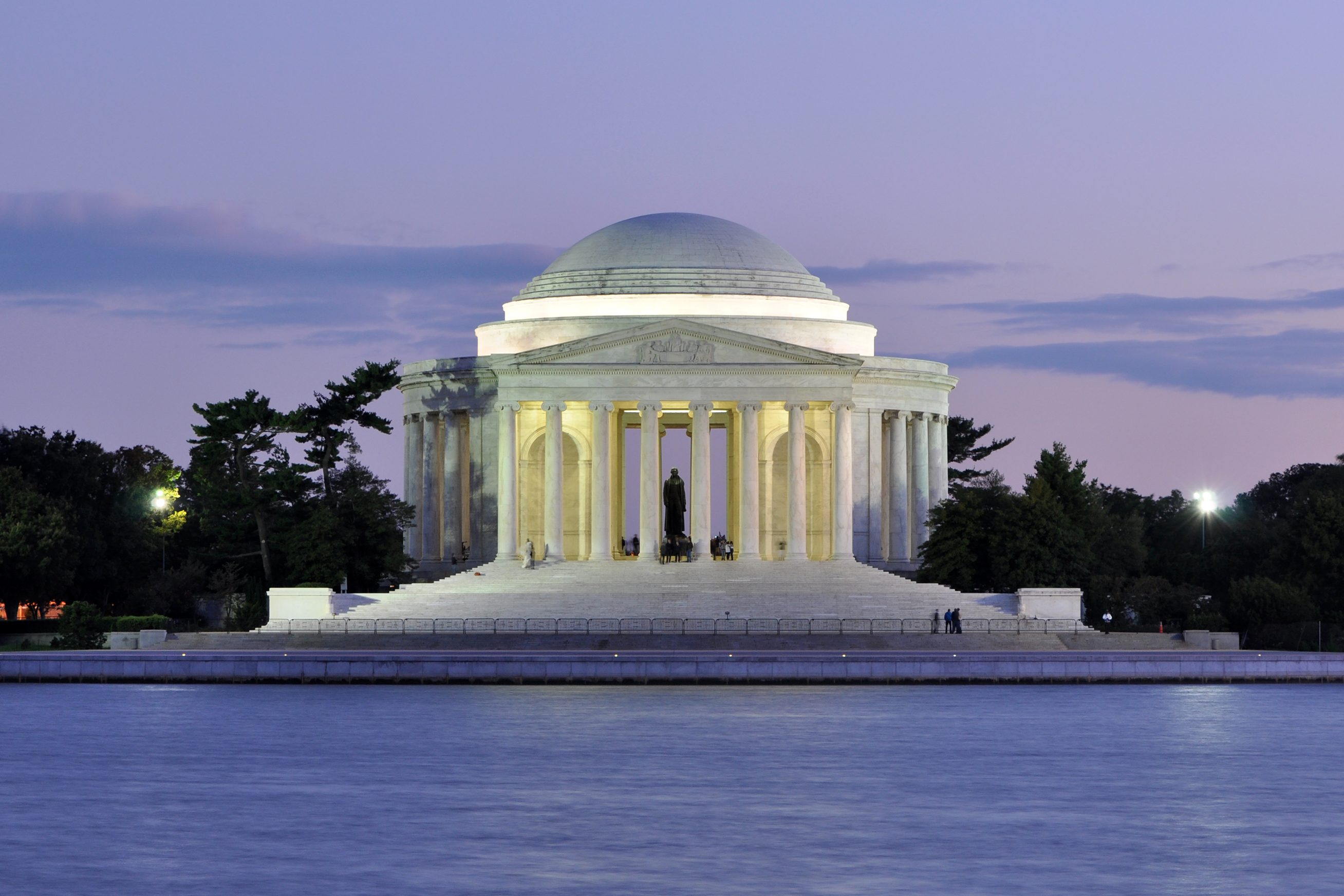
Het Thomas Jefferson Memorial (1939-1943) in Washington D.C. werd opgericht ter herdenking van de president. Het neoclassicistische ontwerp door architect John Russell Pope is geïnspireerd door het werk van Jefferson.